# Camps-sur-l'Isle
Camps-sur-l'Isle är en kommun i departementet Gironde i regionen Nouvelle-Aquitaine i sydvästra Frankrike. Kommunen ligger i kantonen Coutras som tillhör arrondissementet Libourne. År 2022 hade Camps-sur-l'Isle 620 invånare.

## Befolkningsutveckling
Antalet invånare i kommunen Camps-sur-l'Isle
Referens:INSEE